# بريسبن

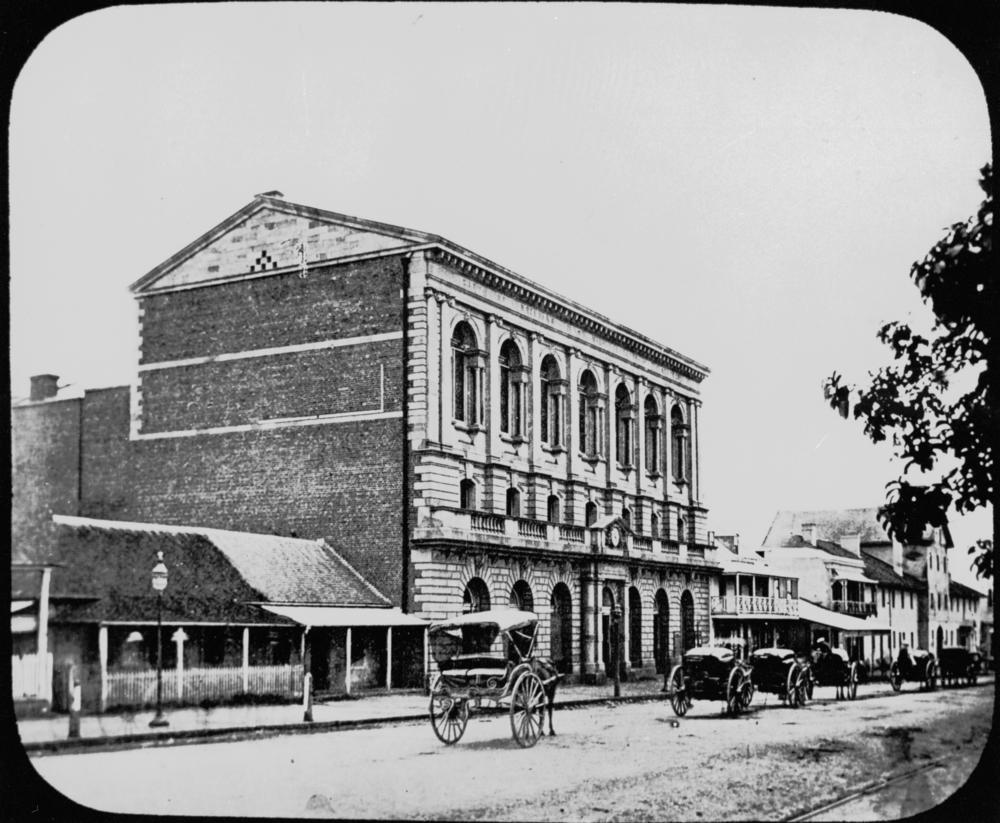
أول قاعة مدينة في بريسبن ، كاليفورنيا. 1870

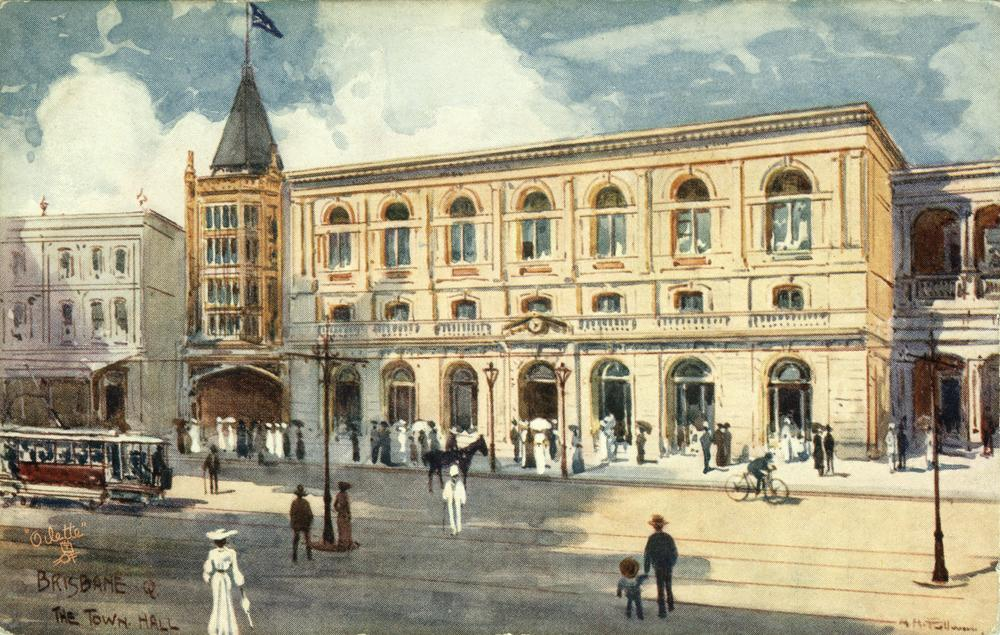
مشهد لشارع قديم يضم أول مجلس مدينة في بريسبن ، حوالي عام 1895

كانت بريسبن بلدة ومنطقة حكومية محلية لبريزبن في كوينزلاند، أستراليا من 1859 إلى 1903.

## التاريخ

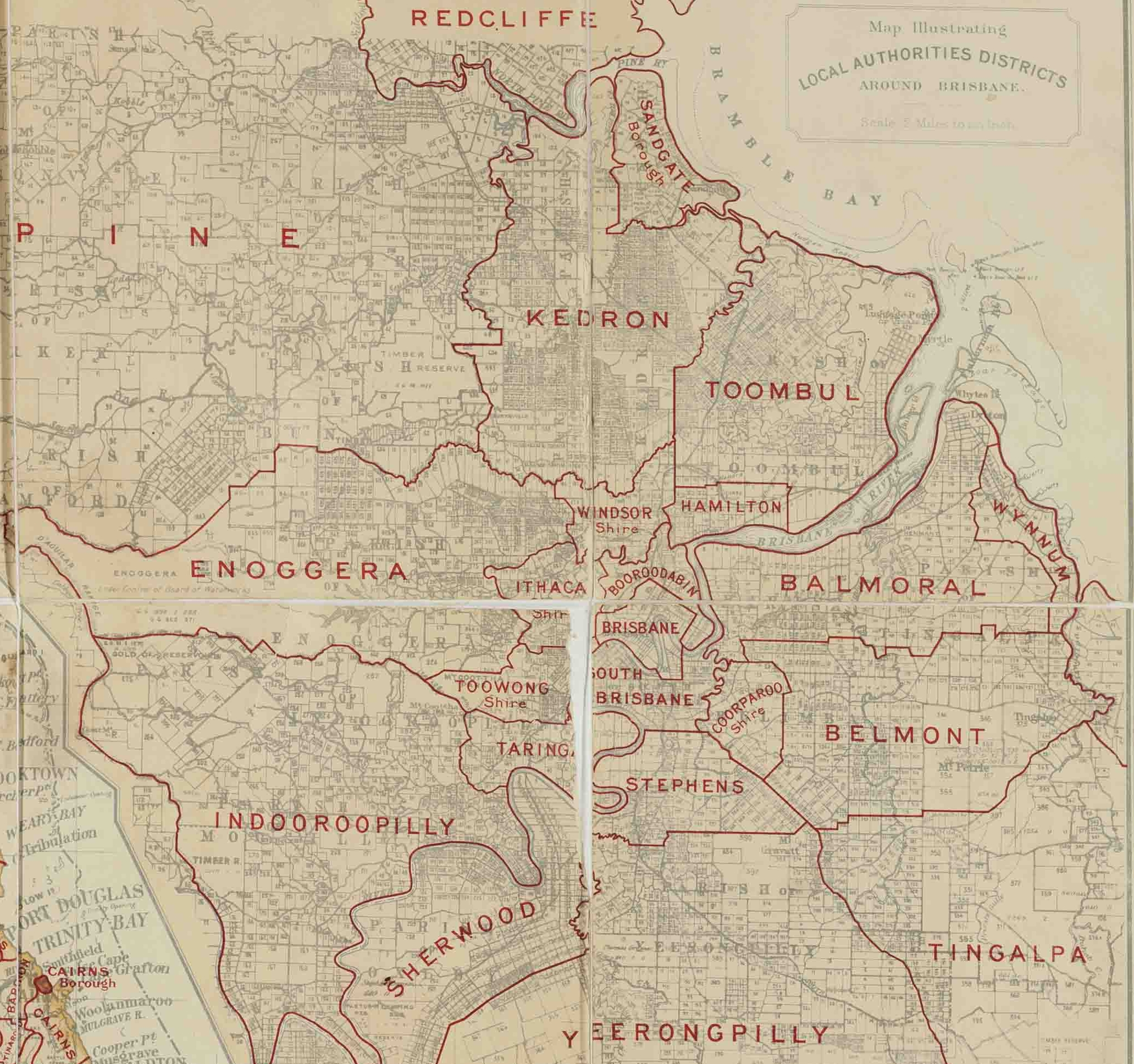
خريطة بورو بريسبن والمناطق الحكومية المحلية المجاورة ، مارس 1902.

تم نشر الجريدة الرسمية لبلدية بريسبان في 25 مايو 1859 وأعلنها حاكم نيو ساوث ويلز في 7 سبتمبر 1859. كانت أول منطقة حكومية محلية في كوينزلاند، بريسبان هي المنطقة الوحيدة التي تم دمجها قبل إنشاء كوينزلاند كمستعمرة منفصلة.
بعد تمرير قانون المؤسسات البلدية لعام 1864، يمكن للمنطقة أن تنشئ مجلسًا بلديًا لإدارة المنطقة - مع السلطات المتعلقة باللوائح الداخلية، والتصنيف، والاقتراض، ومراقبة أو تنظيم البنية التحتية والمرافق العامة، وتوفير من المرافق العامة مثل الحدائق والمستشفيات. وقد ترأس المجلس عمدة وتم التناوب على الدور بشكل عام بين أعضاء المجلس. وهكذا خدم العديد من العمد لمدة عام واحد فقط، وخدم بعضهم عدة مرات بفارق عدة سنوات. بدأ «عام» المجلس وانتهى في فبراير تقريبًا لتجنب التغيير خلال العطلات الصيفية، لذلك فإن عمدة عام 1890 سيكون، عمليا، العمدة في أوائل عام 1891. كان معظم أعضاء مجلس الشيوخ وعمدة بلدية بريسبان من الرجال المحليين البارزين وليسوا ممثلين للأحزاب السياسية.
تم وضع حجر الأساس لأول قاعة بلدية في بريزبن في شارع كوين في 28 يناير 1864 من قبل حاكم كوينزلاند جورج بوين. تم تصميمه بواسطة ويليام كوتي. 
في 7 يناير 1888، تم إنشاء مدينة منفصلة من جنوب بريسبان خارج الجناح الجنوبي لبلدية بريسبان (مع قسم ولونغابا).
في 13 يناير 1903، تم إلغاء بورودابين واستيعابها في مدينة بريسبان.
عزز قانون السلطات المحلية لعام 1902 الحكومة المحلية وأسس فئتين: المدن والشير، مع النص الإضافي على إعلان المدن كمدن. وبناءً على ذلك، أُعلنت بلدية بريسبان مدينة من تاريخ بدء القانون، 31 مارس 1903، وأصبحت هيئتها الإدارية مدينة بريسبان.
تم استخدام أول قاعة بلدية حتى يناير 1928، وبعد ذلك تم تنفيذ أعمال مدينة بريسبان من قاعة مدينة بريسبان الجديدة (شبه الكاملة).  